# Vasile Oltean
Vasile Oltean (n. 22 martie, 1948, Deal, Alba) este un filolog, muzeograf, profesor și teolog român, membru fondator și vicepreședinte al „Despărțământului Cultural Astra Brașov”. Director al Muzeului „Prima școală românească” din Șcheii Brașovului.
"Cetățean de onoare" al municipiului Brașov (2023)
Un ghid de admirat în felul de a explica și prezenta, chiar și în limbi străine, despre istoria, tipografia, sau obiceiurile locului.

## Opera
- Întâia școală românească, Brașov, 1980.
- Acte, documente și scrisori din Șcheii Brașovului, Editura Minerva, București, 1981.
- Școala românească din Șcheii Brașovului, Editura Științifică și Enciclopedică, București, 1989.
- Imnul Național „Deșteaptă-te Române”, Editura Orientul Latin, Brașov, 1998. ISBN 973-87502-1-0
- Muntele Baiul, documente inedite, Editura Transilvania Express, Brașov, 1999 (în colaborare cu Horia Salcă).
- Junii Brașovului și Troițele lor din Șcheii Brașovului, Editura Semne, București, 2000.
- Valea Oanei – Valea Plângerii, Editura Bren, București, 2001 (în colaborare cu Ioan Olteanu).
- Istoricul Troițelor din Șcheii Brașovului, Editura Pentru Viață, Brașov, 2001.
- Moartea lui Mihai Viteazul la Turda, Editura Ermetic, Brașov, 2001.
- Junii Brașovului
- Prima școală românească în Șcheii Brasovului, Tipărit la Tipografia Moldova, 2004, ISBN 973-8422-71-X
- Catalog de carte veche din Șcheii Brasovului, volumul I, Editura: Edict Production 2004 ISBN 973-86617-9-X
- Imnul național Deșteaptă-te Române, (scurt istoric), Editura Salco, 2005, ISBN 973-97502-1-0
- Catalog de carte veche din Șcheii Brasovului, volumul II, Editura: Edict Production 2009 ISBN 978-973-7699-37-4